# Pseudothyridium lydierigoutae
Pseudothyridium lydierigoutae är en skalbaggsart som beskrevs av Soula 2002. Pseudothyridium lydierigoutae ingår i släktet Pseudothyridium och familjen Rutelidae. Inga underarter finns listade i Catalogue of Life.